# 中田千代

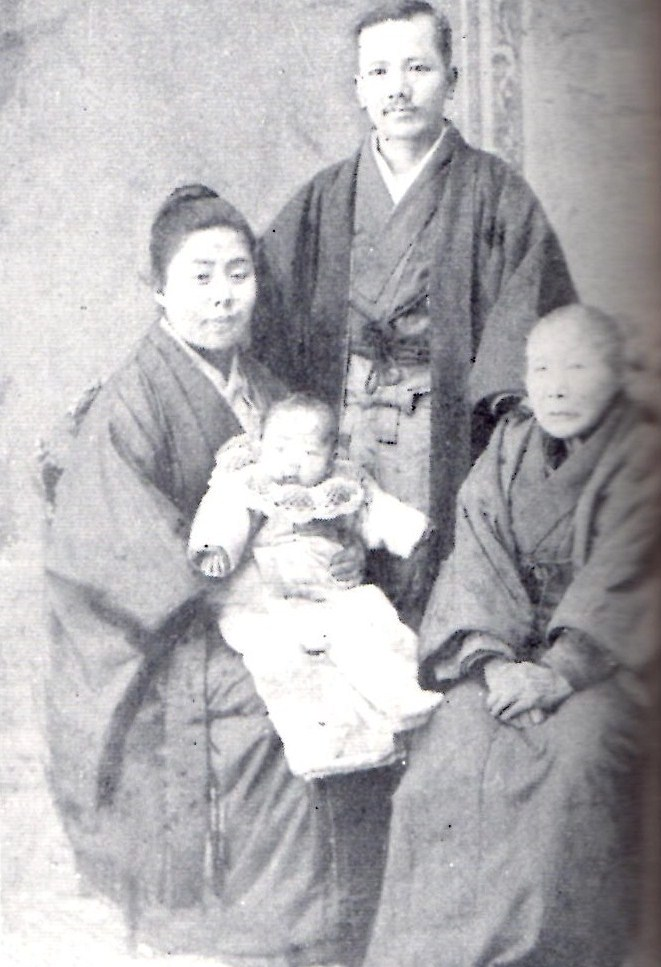
1896年に孫の羽後が生まれたころの千代、右より一人目

中田 千代（なかだ ちよ、旧姓：古川、1838年頃 - 1928年2月21日）は、日本ホーリネス教会の創設者の一人・中田重治の母である。

## 生涯
1838年頃、弘前の茂森の津軽藩士・古川家に生まれた。千代の父は津軽藩の参勤交代があった時代に死去した。千代の従姉妹は陸軍大将一戸兵衛の妻になった。
津軽藩の足軽の家の中田兵作と結婚した。兵作は寺小屋で幼少年を教えていたが、酒豪であった。安政6年（1859年）8月13日に長男久吉を生み、次男貞作を生んだ後、明治3年（1870年）に三男・重治を生んだ。
明治7年（1875年）、夫・兵作が脳溢血で急逝する。兵作の死後、義兄との再婚を勧められたが断わり、義兄に兵作の遺産を譲り、弘前で針子、野菜の行商などをして、3人の子供を育てた。弘前に出てから、久吉は東奥義塾に通い、貞作と重治は東奥義塾の小学校に通った。その頃からキリスト教に関心を持つようになった。
三男の重治は手のつけられない餓鬼大将だったので、何とかして教育したいと思った千代は、キリスト教会に連れて行こうと思った。そこで、土手町にあった弘前教会の講義所に連れて行って、宗教道徳の話を聞かせようとした。重治は抵抗したが、無理やり連れて行った。そこで、親子で本多庸一の薫陶を受けることになった。キリスト教の影響は受けつつあったがなかなか入信できなかった。
次男貞作は14歳で病死した。貞作が死ぬ前に信仰を持って亡くなったことをきっかけになって千代は入信し、副牧師の珍田捨巳より洗礼を受けた。後に、1883年に長男が久吉が金沢でトーマス・ウィンより洗礼を受けた。1887年頃、重治がギデオン・ドレーパーより洗礼を受けて、一家全員がキリスト教信者になった。2人の息子はメソジストの伝道者になった。
1905年に長男の久吉が死去すると、男の重治のところに身を寄せて、5人の孫たちと共に暮らした。
1912年（明治45年）3月から4月にかけて、三男重治の後妻あやめと共に病床に臥し、後に回復する。
1917年に、1年前より同居していた重治の後妻あやめの母・今井よねが胃癌の再発で危篤になると、重治を激励した。
1928年（昭和3年）2月21日、流行性感冒で死去した。2月23日、柏木聖書学院で告別式が行われて、大江捨一・陸奥夫妻、辻啓蔵・京夫妻などが出席した。中田重治は当時オーストラリアを旅行中であり、2月23日シドニーで電報で訃報を知った。